# Ferenc von Hatvany

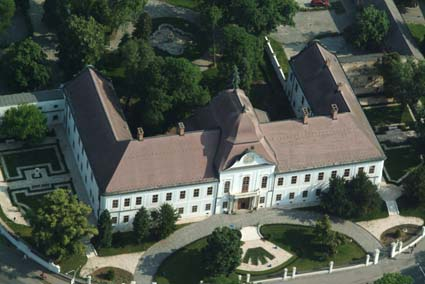
Schloss in Hatvan

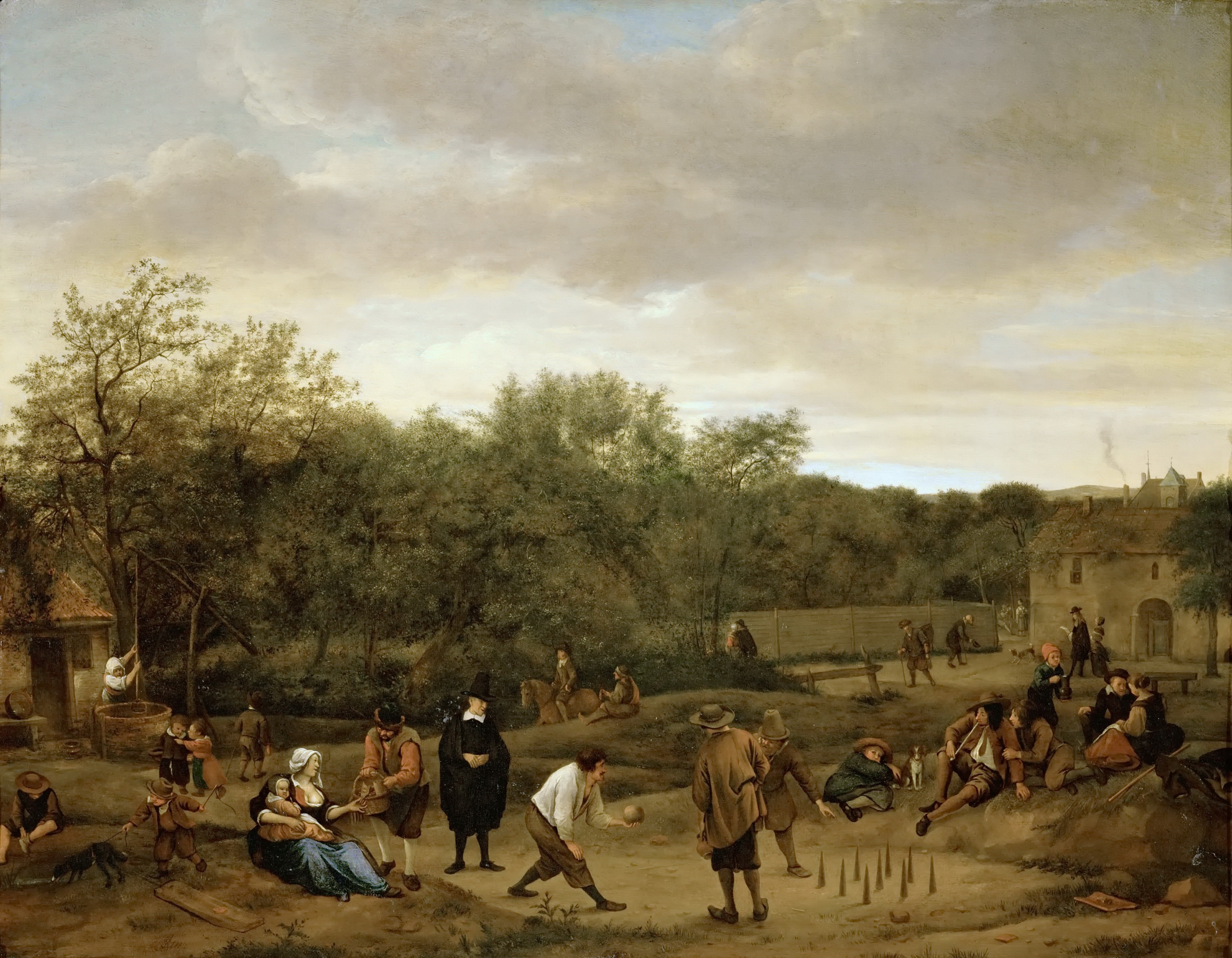
Jan Steen, Bauern beim Kegelspiel ging gemäß Provenienzangabe von Hugh Percy Lane an Baron F. Hatvany und wurde 1917 vom Kunsthistorischen Museum Wien erworben.

Baron Ferenc von Hatvany, auch Ferenc Hatvany oder Franz Hatvany bzw. François de Hatvany (* 29. Oktober 1881 in Budapest, Österreich-Ungarn; † 7. Februar 1958 in Lausanne), war ein Maler und Kunstsammler aus der ungarischen Industriellenfamilie Deutsch, die 1880 in Hatvan das Schloss erworben hatte und 1908 als Deutsch von Hatvany geadelt wurde.

## Leben
Der Sohn des Zuckerindustriellen Sándor Deutsch de Hatvan wurde in Budapest und Berlin erzogen. Er war getauft und jüdischer Abstammung. Als Maler gehörte er zu den Schülern von Adolf Fényes, Sándor Bihari und Jean-Paul Laurens. Hatvany stellte bei den Galeristen Cassirer in Berlin und Bernheim in Paris aus. Auf der Sonderbundausstellung in Köln 1912 wurde das Bild Weiblicher Akt im Fauteuil gezeigt.
Seine Kunstsammlung soll aus rund 800 Werken bestanden haben, Ein Großteil seien impressionistische Gemälde gewesen, wie etwa von Paul Cézanne, Edgar Degas, Édouard Manet, Claude Monet und Pierre-Auguste Renoir. Auch Gemälde und Zeichnungen von Jacopo Tintoretto, Jean-Auguste-Dominique Ingres und Gustave Courbet, darunter der Ursprung der Welt, gehörten dazu. Weiter umfasste sie Kunstwerke von John Constable, Jean-Baptiste Camille Corot, Pissarro, El Greco und Tizian. Hinzu kamen Isfahan-Teppiche aus dem 16. Jahrhundert, Gobelins und kostbare Kleinodien. Die Werke wurden im Hatvany-Palais in der Budapester Hunyadi János út 26 aufbewahrt.
Viele der Werke gingen während des Zweiten Weltkriegs verloren, wurden versteckt, gestohlen oder konfisziert. Welche Kunstwerke der Hatvany-Sammlung 1945 in Budapest von der deutschen SS und welche Kunstwerke von der sowjetischen Roten Armee gestohlen wurden, ist bis heute nicht geklärt. Ferenc von Hatvany ist auf dem Friedhof von Grandvaux am Genfersee beerdigt. Das Grab besteht bis heute (Stand Juni 2017).

## Die Affäre Deutsch
Der Anwalt Hans Deutsch konnte für die Erben eine Entschädigungszahlung von 17,5 Millionen DM nach dem Bundesrückerstattungsgesetz (BRüG) aushandeln. 1964 wurde Hans Deutsch zusammen mit anderen Personen des Betrugs angeklagt. Zu den Mitangeklagten gehörten die ehemaligen SS-Führer Friedrich Wilcke und Franz Visney. Der Betrug soll im Zusammenhang mit dem Wiedergutmachungsverfahren erfolgt sein. Später wurde Deutsch freigesprochen, doch in den Gerichtsverhandlungen wurde festgestellt, dass die Angaben der Erben Hatvanys falsch gewesen seien. Die dafür bestellten Zeugen der Hatvanys hätten Meineide geschworen. Insbesondere die Angaben zur Zahl und dem Verbleib der Gemälde stellten sich als widersprüchlich heraus.